# لیگ والیبال زنان استان تهران
جام قهرمانی باشگاه‌های تهران معتبرترین لیگ والیبال زنان در ایران پیش از شروع لیگ کشوری ایران بوده‌است. بیشتر بازیکنان تیم ملی از میان بازیکنان حاضر در این مسابقات گزینش می‌شدند.

## پیشینه

### دهه ۱۳۳۰
در مسابقات والیبال بانوان باشگاه‌های تهران سال ۱۳۳۸، تیم تاج عنوان قهرمانی را کسب نمود.

### دهه ۱۳۴۰

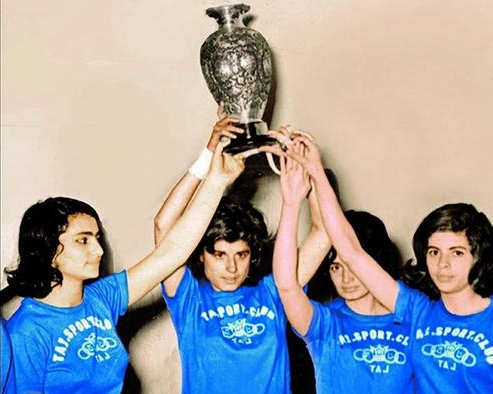
جام قهرمانی والیبال بانوان باشگاه‌های تهران در سال ۱۳۴۱ بر دستان اشرف وحیدیان، کاپیتان باشگاه تاج و هم‌تیمی‌های او.

تیم‌های تاج و انجمن به فینال نخستین دوره مسابقات والیبال باشگاه‌ها و دسته‌جات آزاد بانوان تهران (تحت نظر فدراسیون والیبال) رسیدند. این مسابقه در بهمن ماه ۱۳۴۰ برگزار شد. تیم تاج با حضور اشرف وحیدیان در این مسابقات به نایب قهرمانی رسید. در مسابقات والیبال بانوان باشگاه‌های تهران فصل ۱۳۴۰–۱۳۴۱، تیم تاج عنوان قهرمانی را کسب نمود. مسابقات سال ۱۳۴۱ با قهرمانی تاج به پایان رسید. اشرف وحیدیان کاپیتان تاج در این مسابقات بود. شهربانو مغازه ای، فریده فرزام (پاسور) و مهری خرازی از دیگر بازیکنان تاج در این مسابقات بودند. در مسابقات بسکتبال باشگاه‌های تهران در سال ۱۳۴۴ تیم بانوان تاج پس از تیم‌های صدری و تهران جوان به مقام سوم رسید. مسابقات والیبال باشگاه‌های تهران در سال ۱۳۴۵ برگزار نشد، چرا که مسئولان وقت والیبال ایران در صدد اعزام و تدارک تیم ملی برای حضور در بازی‌های آسیایی بانکوک ۱۹۶۶ بودند. در مسابقات والیبال بانوان باشگاه‌های تهران تیم والیبال بانوان تاج پس از تیم انجمن به مقام دوم دست یافت و تیم تهران جوان در مکان سوم قرار گرفت. در مسابقات والیبال بانوان باشگاه‌های تهران در سال ۱۳۴۷ تیم انجمن دوشیزگان به مقام قهرمانی دست یافت و تیم‌های بانوان تاج و پیکان دوم و سوم شدند. تاج در مسابقه باشگاه‌های تهران سال ۴۸ نایب قهرمان شد. در مسابقات والیبال قهرمانی باشگاه‌های بانوان سال ۱۳۴۸ تیم والیبال بانوان تاج پس از تیم انجمن بانوان به مقام دوم دست یافت. در مسابقات قهرمانی والیبال بانوان (جام کوروش) تیم والیبال تاج عنوان قهرمانی را کسب کرد.

### دهه ۱۳۵۰

تیم تاج قهرمان جام کوروش کبیر سال ۱۳۵۰. نفرات ایستاده از راست به چپ: روحی پندنواز، پری فردی، پری کریم و ژاله سید هادی‌زاده. نفرات نشسته از راست به چپ: فاطمه سپنجی، سوفیا احمدی، پروین عابدینی و سرور سعادتی.

مسابقات سال ۱۳۵۰ با قهرمانی تاج به پایان رسید. تیم‌های افسر، پاس، برق، آزمایش، دیهیم نیز به مقام‌های دوم تا ششم دست یافتند. بازیکنان تیم تاج قهرمان این مسابقات عبارتند از: پری کریمی، سرور سعادتی، پری فردی، پری عابدینی، فاطمه سپنجی، پرتو، حیدری، ژاله سید هادی زاده (به همراه حسین بهرام صفت) در مسابقات سال ۱۳۵۱ تیم‌های هما، افسر، برق، دیهیم، عقاب، ایران امروز، شهریار و سیپان به ترتیب مقام‌های اول تا هشتم را به دست آوردند. تیم تاج در این مسابقات شرکت نداشت. از بازیکنان تیم قهرمان هما می‌توان از ماری تت، فرخنده صالح، مینا فتحی، ژیلا هروی نام برد. در مسابقات سال ۱۳۵۲، مینا فتحی، ماری تت و مینو اشتیاق از بازیکنان ملی‌پوش تیم هما بودند. مسابقات سال ۱۳۵۳ با شرکت ۱۲ تیم در ۳ گروه ۴ تیمی برگزار شد. در گروه اول، عقاب، آپادانا، تاج و تهران‌جوان شرکت داشتند. در گروه دوم، تیم‌های پرسپولیس، دیهیم، افسر و ایران‌نوین و در گروه سوم تیم‌های پاس، صنعت نفت، ایران امروز و هما شرکت داشتند. تیم والیبال بانوان تاج تهران در مسابقات قهرمانی والیبال باشگاه‌های تهران در فصل ورزشی ۵۳–۵۴ به مقام قهرمانی دست یافت و تیم‌های پاس و هما به مقام‌های بعدی دست یافتند. مسابقات والیبال دختران پایتخت در سال ۱۳۵۵ با نام «دستجات آزاد والیبال دختران» برگزار شد که در این مسابقات تیم‌های تاج، پاس، عقاب و افسر به ترتیب اول تا چهارم شدند.

### دهه ۱۳۶۰
مسابقات والیبال لیگ ۱۳۶۲ زنان تهران با قهرمانی تیم استقلال به پایان رسید. بازیکنان این تیم عبارت بودند از: نسرین خزایی، مریم خان‌بابا، شهلا ملک‌لو، ارم طوسی، سهیلا پورشاهماری، فاطمه منیرفیضی، زیبا خلج هدایتی (کاپیتان) فریبا حاجیها، میترا آخوندی، میترا شعبانیان، شهره شب خیز، مربی: طاهره سیگارودی.

## قهرمان‌ها
| فهرست قهرمان‌های لیگ والیبال زنان استان تهران | فهرست قهرمان‌های لیگ والیبال زنان استان تهران | فهرست قهرمان‌های لیگ والیبال زنان استان تهران                             | فهرست قهرمان‌های لیگ والیبال زنان استان تهران                             | فهرست قهرمان‌های لیگ والیبال زنان استان تهران                             | فهرست قهرمان‌های لیگ والیبال زنان استان تهران |
| دوره                                         | فصل                                          | قهرمان                                                                   | نایب‌قهرمان                                                               | جایگاه سوم                                                               | منبع                                         |
| -------------------------------------------- | -------------------------------------------- | ------------------------------------------------------------------------ | ------------------------------------------------------------------------ | ------------------------------------------------------------------------ | -------------------------------------------- |
|                                              | ۱۳۴۰                                         | انجمن                                                                    | تاج                                                                      |                                                                          | [ ۲۷ ]                                       |
|                                              | ۱۳۴۱                                         | تاج                                                                      |                                                                          |                                                                          | [ ۲۸ ]                                       |
|                                              | ۱۳۴۲                                         | تهران جوان                                                               |                                                                          |                                                                          | [ ۸ ] [ ۲۹ ]                                 |
|                                              | ۱۳۴۳                                         | تهران جوان                                                               | انجمن                                                                    |                                                                          | [ ۸ ] [ ۲۹ ] [ ۳۰ ]                          |
|                                              | مرداد ۱۳۴۴                                   | تهران جوان                                                               | انجمن                                                                    |                                                                          | [ ۸ ] [ ۲۹ ] [ ۳۰ ] [ ۳۱ ]                   |
|                                              | ۱۳۴۵                                         | به دلیل آماده‌سازی برای بازی‌های آسیایی ۱۹۶۶ و سپس اردوی ترکیه برگزار نشد. | به دلیل آماده‌سازی برای بازی‌های آسیایی ۱۹۶۶ و سپس اردوی ترکیه برگزار نشد. | به دلیل آماده‌سازی برای بازی‌های آسیایی ۱۹۶۶ و سپس اردوی ترکیه برگزار نشد. | [ ۸ ] [ ۳۱ ]                                 |
|                                              | زمستان ۱۳۴۶                                  | انجمن                                                                    | تاج                                                                      |                                                                          | [ ۱۲ ] [ ۸ ] [ ۳۰ ] [ ۳۱ ]                   |
|                                              | ۱۳۴۷                                         | انجمن                                                                    | تاج                                                                      | پیکان                                                                    | [ ۱۰ ] [ ۱۱ ] [ ۳۰ ] [ ۳۱ ] [ ۱۲ ]           |
|                                              | زمستان ۱۳۴۸                                  | انجمن                                                                    |                                                                          |                                                                          | [ ۳۱ ] [ ۳۰ ]                                |
|                                              | ۱۳۴۹                                         | انجمن                                                                    |                                                                          |                                                                          | [ ۳۱ ]                                       |
|                                              | ۱۳۵۰                                         | تاج (یا تهرانجوان)                                                       | افسر                                                                     | پاس                                                                      | [ ۱۷ ] [ ۱۲ ] [ ۳۳ ] [ ۳۴ ]                  |
|                                              | ۱۳۵۱                                         | هما                                                                      | افسر (یا تاج)                                                            | برق                                                                      | [ ۱۹ ] [ ۳۱ ] [ ۱۲ ]                         |
|                                              | ۱۳۵۲                                         | هما                                                                      | تاج                                                                      | دیهیم                                                                    | [ ۸ ] [ ۳۱ ] [ ۳۵ ] [ ۱۲ ]                   |
|                                              | ۱۳۵۳                                         | هما                                                                      | پاس                                                                      | تاج                                                                      | [ ۳۱ ] [ ۳۳ ] [ ۳۶ ] [ ۲۰ ]                  |
|                                              | ۱۳۵۴                                         |                                                                          | پاس                                                                      |                                                                          | [ ۳۶ ] [ ۳۷ ]                                |
|                                              | اردیبهشت ۱۳۵۵                                | هما                                                                      |                                                                          |                                                                          | [ ۳۱ ]                                       |
|                                              | اسفند ۱۳۵۵                                   | تاج                                                                      | پاس                                                                      | عقاب                                                                     | [ ۲۴ ] [ ۲۵ ] [ ۱۲ ]                         |
|                                              | اسفند ۱۳۵۶                                   | تاج                                                                      |                                                                          | ایرانا                                                                   | [ ۳۴ ] [ ۱۲ ] [ ۳۲ ]                         |
|                                              | ۱۳۶۲                                         | استقلال                                                                  |                                                                          |                                                                          | [ ۲۶ ]                                       |

### کاپ فرح
| فهرست قهرمان‌های کاپ فرح | فهرست قهرمان‌های کاپ فرح | فهرست قهرمان‌های کاپ فرح | فهرست قهرمان‌های کاپ فرح | فهرست قهرمان‌های کاپ فرح | فهرست قهرمان‌های کاپ فرح |
| دوره                    | فصل                     | قهرمان                  | نایب قهرمان             | سوم                     | منبع                    |
| ----------------------- | ----------------------- | ----------------------- | ----------------------- | ----------------------- | ----------------------- |
|                         | مرداد ۱۳۴۴              | تهران جوان              | انجمن                   |                         | [ ۳۱ ]                  |
|                         | اردیبهشت ۱۳۴۶           | انجمن                   | تهرانجوان               |                         | [ ۳۰ ] [ ۳۱ ] [ ۲۹ ]    |
|                         | اردیبهشت ۱۳۴۸           | انجمن                   |                         |                         | [ ۳۱ ]                  |

## نگارخانه

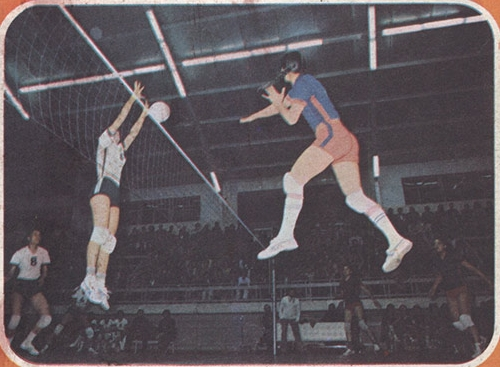
صحنه ای از بازی پاس برابر تاج. آخرین بازی از جام قهرمانی باشگاه‌های تهران ۱۳۵۳. پاس (آبی پوش) با پیروزی برابر تاج (سفید پوش) به مقام نایب قهرمانی مسابقات رسید.
تیم والیبال زنان پاس تهران - از راست به چپ: مهناز نراقی، ثریا یگانه، فاطمه سپنجی، فروزان عبدی، پریوش وکیلی، و گیتی یگانه اعضای تیم پاس.
تصویر پاس تهران نایب قهرمان جام قهرمانی باشگاه‌های تهران.